# Benedykt Karp
Benedykt Karp herbu własnego (ur. 1734, zm. 12 czerwca 1805) – członek Rady Narodowej Litewskiej w 1794 roku, chorąży upicki, starosta płungiański i stęgwilski, marszałek sejmiku przedkonwokacyjnego powiatu upickiego w 1764 roku, poseł na Sejm Czteroletni z powiatu upickiego w 1788 roku, członek sprzysiężenia, przygotowującego wybuch powstania kościuszkowskiego na Litwie, dyrektor bezpłatny Dyrekcji Biletów Skarbowych w czasie powstania kościuszkowskiego w 1794 roku. Sędzia rosieński w 1780, kawaler orderu św. Stanisława.
Był elektorem Stanisława Augusta Poniatowskiego w 1764 roku.